# Banjarpanjang
Banjarpanjang is een bestuurslaag in het regentschap Magetan van de provincie Oost-Java, Indonesië. Banjarpanjang telt 1434 inwoners (volkstelling 2010).